# John Galliano
Juan Carlos Antonio Galliano-Guillén (Gibraltar; 28 de noviembre de 1960), conocido como John Galliano, es un diseñador de modas hispano-británico.

## Biografía
Nacido bajo el nombre de Juan Carlos Antonio Galliano-Guillén es un diseñador de moda británico, su padre era llanito (gibraltareño) y su madre española. Se trasladó a Londres cuando era niño y recibió educación en la Wilson's School de Wallington. En 1984 se graduó en diseño de moda de la St. Martin's School of Arts, con una colección inspirada en la Revolución francesa. Tras ello estableció su propia marca, con su nombre, iniciando así una sólida carrera como diseñador de modas. Le fue otorgado el premio Diseñador Británico del Año en 1987, 1994 y 1995. En 1997 compartió el premio con Alexander McQueen, su sucesor en la firma Givenchy. Ha trabajado también con Susannah Constantine.

### Carrera
En los años 1990, Galliano pasó a vivir a París buscando ayuda financiera y una amplia cartera de clientes. En 1995, Bernard Arnault, dueño del conglomerado LVMH le asignó el puesto de diseñador de Givenchy, esto lo convirtió en el primer diseñador británico que dirigía una casa francesa de alta costura. Menos de dos años después, el 14 de octubre de 1996, LVMH trasladó a Galliano a la firma Christian Dior. Su primer desfile para Dior coincidió con el 50 aniversario de la firma, el 20 de enero de 1997.
Su amor por el teatro y la femineidad juegan un papel central en sus creaciones; «Mi papel es seducir», ha dicho. Galliano ha afirmado varias veces que la actriz Charlize Theron es su musa y ha creado vestidos exprofesionalmente para ella, los cuales ha usado en eventos como la alfombra roja de los Premios Óscar del 2006 y los Globos de Oro del 2005. Theron forma parte de la campaña de anuncios para la fragancia de Dior J'Adore', mientras que la nieta de Elvis Presley, Riley Keough, es la cara de su perfume; Miss Dior Cherie' y Kate Moss en fotografías de Nick Knight, hace lo propio con su campaña de ropa informal. Cate Blanchett y Nicole Kidman han usado sus creaciones en el pasado para los Premios de la Academia.
Hasta finales del 2011, entre su propia firma y Christian Dior, S. A., Galliano producía anualmente 6 colecciones de alta costura y de ropa informal. Tales relaciones laborales se rompieron el 25 de septiembre de 2011, cuando la firma de Christian Dior lo despedía por actitudes segregacionistas. Galliano denunció entonces a la casa Dior por despido improcedente, reclamando una indemnización de entre 2,4 y 13 millones de euros pero unos tres años después, el 5 de noviembre de 2014, se pronunciaba la sentencia en favor de la procedencia del despido, condenando a Galliano a pagar un euro simbólico a cada una de las firmas a las que había denunciado.
Un mes antes de la sentencia, el 6 de octubre de 2014, tras rumores durante la semana de la moda en París, se confirmó que John Galliano sería el nuevo director artístico de la Maison Martin Margiela, esperándose su debut para la semana de Alta Costura en enero del año 2015.[cita requerida]

## Vida privada
Galliano afirma que sigue un riguroso régimen de ejercicios, el cual lo obliga a despertarse a las 6 de la mañana diariamente para completar una sesión de cuarenta minutos de aeróbicos con su entrenador personal, para después realizar 10 minutos de estiramientos, 150 abdominales y correr 9,5 kilómetros por la orilla del Río Sena.

### Actitud segregacionista
El 24 de febrero de 2011, Galliano fue detenido brevemente en París por lanzar insultos antisemitas contra una pareja en un café. Según la Agence France-Presse (AFP), los policías se abalanzaron y detuvieron a Galliano, encontrando que había estado bebiendo. Galliano fue puesto en libertad sin cargos y escoltado por la policía. El abogado de Galliano, Stéphane Zerbib, dijo a la AFP que el diseñador «formalmente niega las acusaciones de antisemitismo hechas en su contra». El incidente se produjo poco antes de que Kate Moss anunciara que Galliano iba a diseñar su vestido de novia.
Al día siguiente, la casa de diseño Dior suspendía oficialmente al diseñador de sus funciones para investigar los hechos, ya que Galliano los negaba. El director general de Dior, Sidney Toledano, manifestaba en un comunicado que «la Casa Dior reafirma categóricamente su política de tolerancia cero hacia toda actitud antisemita o de degradación racial. A la espera de los resultados de la investigación, Christian Dior ha suspendido a John Galliano de sus funciones».
El 1 de marzo de 2011, después de que The Sun hiciera público un vídeo en el que Galliano, visiblemente ebrio, afirmaba que amaba a Hitler y agredía verbalmente a algunas personas que no aparecen en imagen, la «maison» inició los trámites de despido del diseñador. Posteriormente, Galliano fue juzgado y condenado a 6000 euros de multa por injurias racistas y antisemitas, gran descrédito para su imagen personal.
Paradójicamente, Galliano se convirtió en una figura familiar en las calles de Le Marais, un área popular entre los gais de París, así como de la comunidad judía de la ciudad. Según el diario Daily Mail, él mismo tiene ascendencia judía de la rama sefardí, habiendo llegado a Gran Bretaña desde España y Portugal en el siglo xix.